# Оскар Еккенштейн
Оскар Йоганнес Людвіг Еккенштейн (англ. Oscar Johannes Ludwig Eckenstein; 9 вересня 1859, Лондон, Англія — 8 квітня 1921, Англія) — англійський альпініст, який здійснив наприкінці XIX — початку XX століть безліч сходжень і першопроходжень складних альпіністських маршрутів в Альпах і Мексиці, керівник першої в історії експедиції на другу за висотою вершину світу К2 (Чогорі), винахідник альпіністських кішок. Вважається основоположником болдерингу — одного з напрямків скелелазіння, який став самостійною спортивною дисципліною.

## Біографія
Народився у Лондоні 9 вересня 1859 року. Його батько, німець за національністю, до 1848 року жив у Бонні, звідки був змушений емігрувати після революції у Німеччині 1848–1849 років через політичні переконання. Батько дотримувався радикальних соціалістичних поглядів, був бунтарем за духом, і ця його риса, мабуть, була частково успадкована його дітьми. Сестра Оскара Амелія вийшла заміж за лікаря Едгара Фердінанда Циріакса (батька майбутнього видатного лікаря-ортопеда Джеймса Циріакса), а завзята та рішуча сестра Ліна (англ. Lina Dorina Johanna Eckenstein) займала чільне місце у феміністичному русі за права жінок (англ. Women's Freedom movements) Англії початку XX століття, сам же Оскар все своє життя був послідовним опозиціонером традиційних вікторіанських цінностей — він зухвало одягався, його манери були навмисно розв'язні. Він носив бороду в стилі Карла Маркса і пив чай із величезного кухля, що на той час було неабияким викликом суспільству. Був активним членом Націонал-ліберального клубу.
Оскар отримав хорошу початкову та середню освіту, у Лондоні та Бонні вивчав хімію. Мав великі знання в багатьох галузях, а також чудові навички в теслярській справі і в механіці. Однак, попри освіту, Оскар вважав за краще працювати інженером залізничного транспорту у «Міжнародній асоціації залізничників» (англ. International Railway Congress Association), що дозволяло йому подорожувати першим класом (один із випадкових попутників навіть назвав Оскара «ексцентричним англійським мільйонером»). Еккенштейн дуже цікавився життям видатного вченого сера Річарда Бертона (першого перекладача «Тисячі й однієї ночі» та «Камасутри»), який зробив помітний внесок у Королівське азійське товариство. Він зібрав значну колекцію його книг, рукописів й оригіналів документів, які були опубліковані у 1950 роках вже після смерті Оскара Еккенштейна.Аж до одруження у 1918 році з Марджері Едвардс Оскар жив у батьківському будинку. Після весілля він разом із дружиною оселився у невеликому селі обруч містечка Овінг (англ. Oving). Дітей вони не мали. Він помер удома від туберкульозу 8 квітня 1921 року.
Велич його духу була нітрохи не нижче, ніж у таких гігантів як Роден, він був би творцем не гіршим, якби зміг втілити все, що в його голові.— А. Кроулі

## Кар'єра альпініста

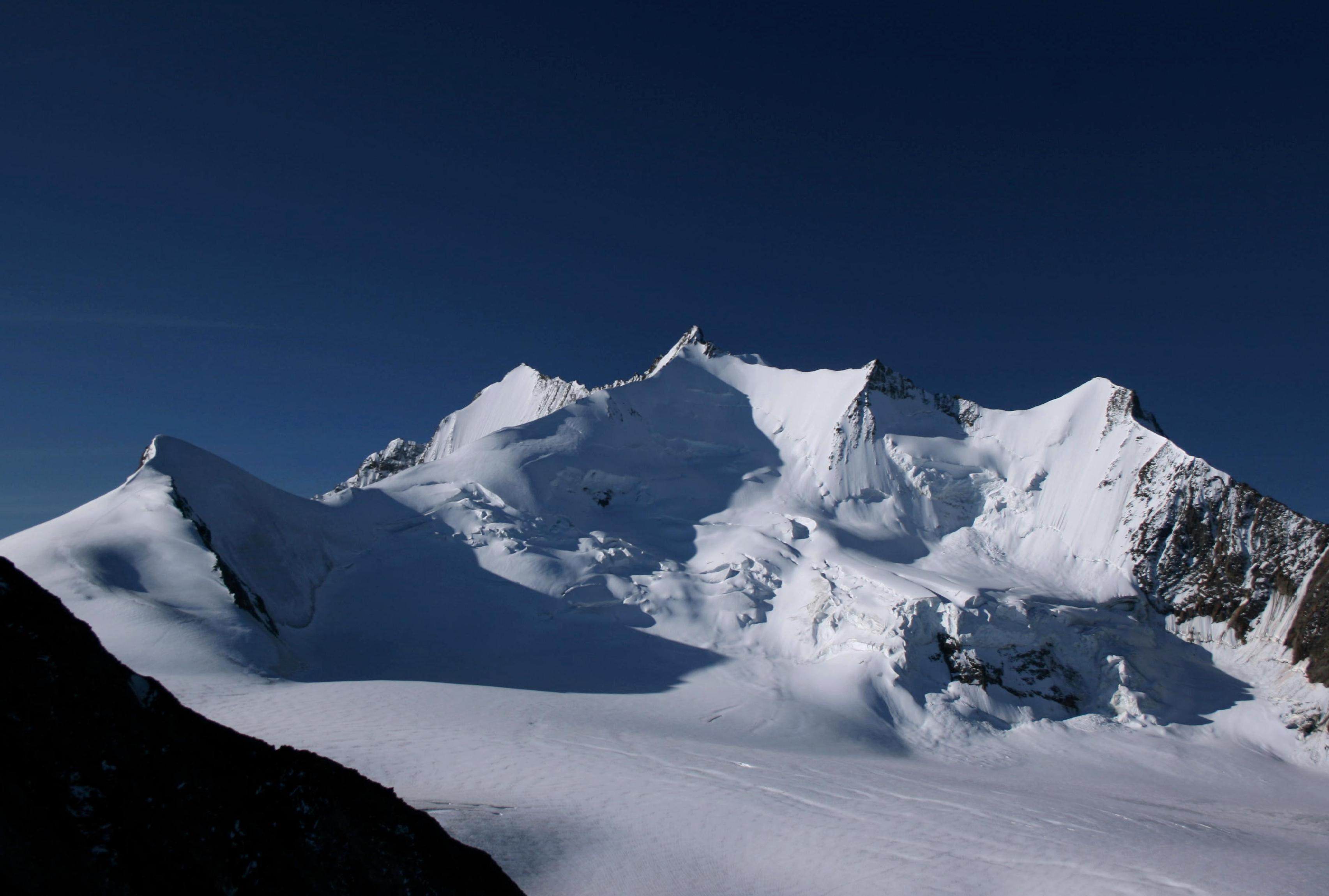
Надельгорн

### Сходження
Майже всі найбільш значущі події у житті Оскара Еккенштейна так чи інакше пов'язані з альпінізмом, якому він присвятив більшу її частину. Вперше Оскар Еккенштейн побував у горах 1872 року. До 1886 року ніяких згадок про які-небудь його значні сходження немає.30 липня 1886 року він здійснив сходження західним гребенем на вершину Гогбергхорн(4219 м, Швейцарія) разом з Августом Лорріа (нім. August Lorria).
У 1887 році разом з Маттіасом Зурбріґґеном здійснив перше сходження на Дюрренгорн (південно-західним гребенем), перше сходження і траверс Штеккнадельгорн, перше наскрізне проходження перевалу Надельгорн між вершинами Ленцшпітце (4294 м). У вересні разом з Алексом Сейлером (англ. Herren Alexander Seiler) під керівництвом Александера Бургенера взяв участь у першому сходженні на пік Дом (4545 м) південно-західною стіною.

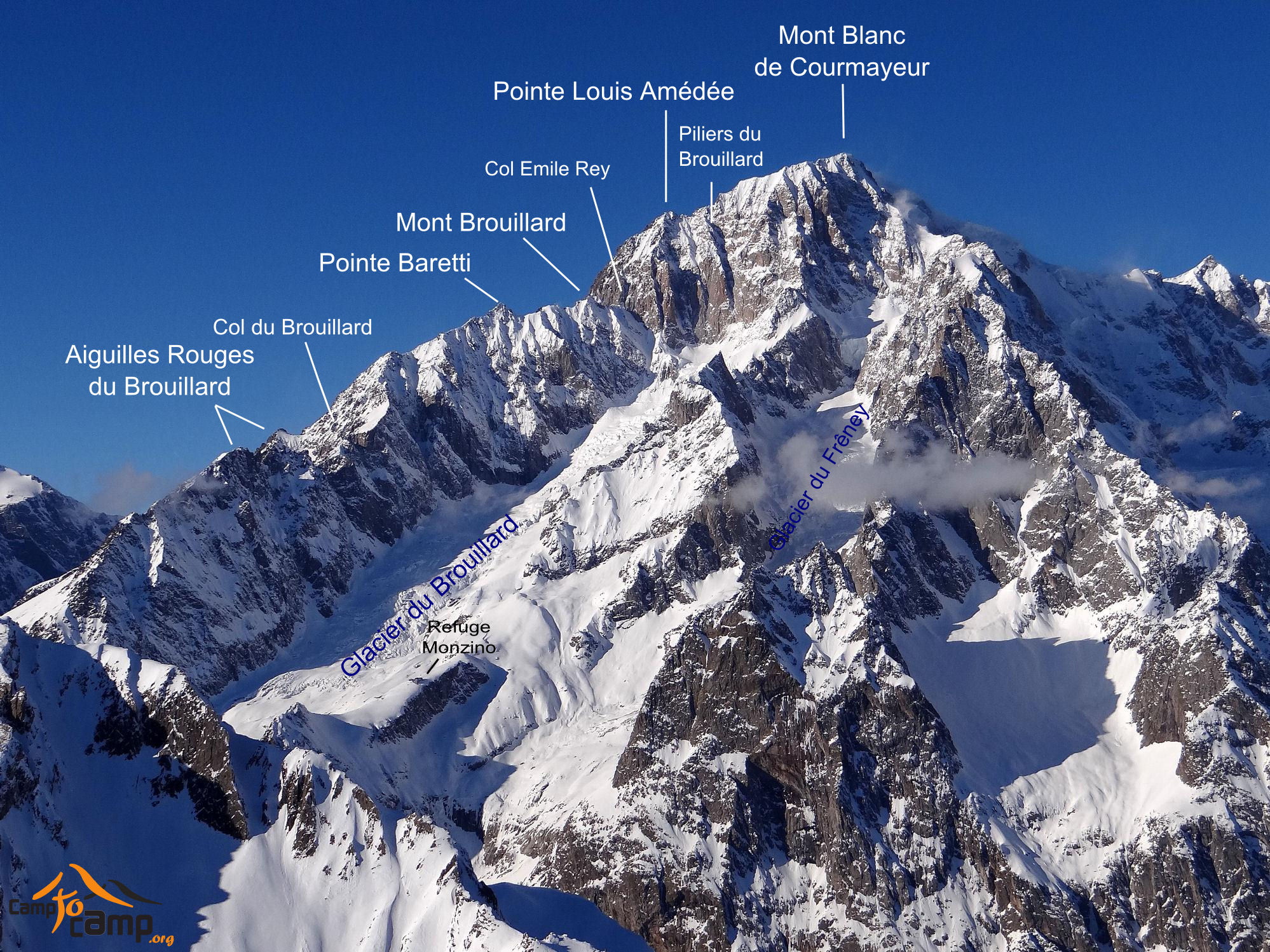
Маршрут на Монблан гребенем Brouillard ridge

За два роки, разом з Зурбріґґеном, Еккенштейн пройшов новий маршрут на Дан-Бланш південно-східною стіною, який описано в Alpine Journal(щорічному виданні англійського альпійського клубу) як «найгірший з пройдених» на гору. Це сходження тривало без перерви на сон 39 годин — свого роду подвиг витривалості на той час.
У 1892 році Еккенштейн був включений до складу експедиції Мартіна Конвея в Каракорум, яка визначила розташування вершин і льодовиків в центральній частині Каракоруму, особливо в районі льодовика Балторо. Через принципові розбіжності з керівником експедиції Еккенштейну довелося її покинути.
У 1900 році здійснив поїздку до Мексики, де зробив низку спроб сходжень на вулкани Істаксіватль (5230 м) і Коліма (3850 м). У цій поїздці Еккенштейн познайомився з Алістером Кроулі — неймовірно одіозною й ексцентричною особистістю, який став, з усім тим, другом і компаньйоном Оскара зі сходження протягом багатьох наступних років.
У 1906 році разом з Карлом Блодигом Еккенштейн здійснив перше сходження на вершину Мон-Бруяр північним гребенем, а у 1907 році перше сходження на Mont Blanc de Courmayeur. Довгий час в Альпах залишався непройденим маршрут на вершину Монблан гребенем Brouillard Ridge. У верхній частині підйому альпіністам не вдавалося пройти вертикальну стіну під піком Луїджі Амедео. У серпні 1911 року Еккенштейну разом із Джеффрі Янгом (англ. Geoffrey Young), Г. Джонсом (англ. H. O. Jones) та Йозефом Кнубелем (англ. Josef Knubel) вдалося розв'язати це альпіністське завдання.
У 1912 році Еккенштейн був провідником Пауля Пройса (видатного австрійського альпініста) у західних Альпах.

### Експедиція на К2

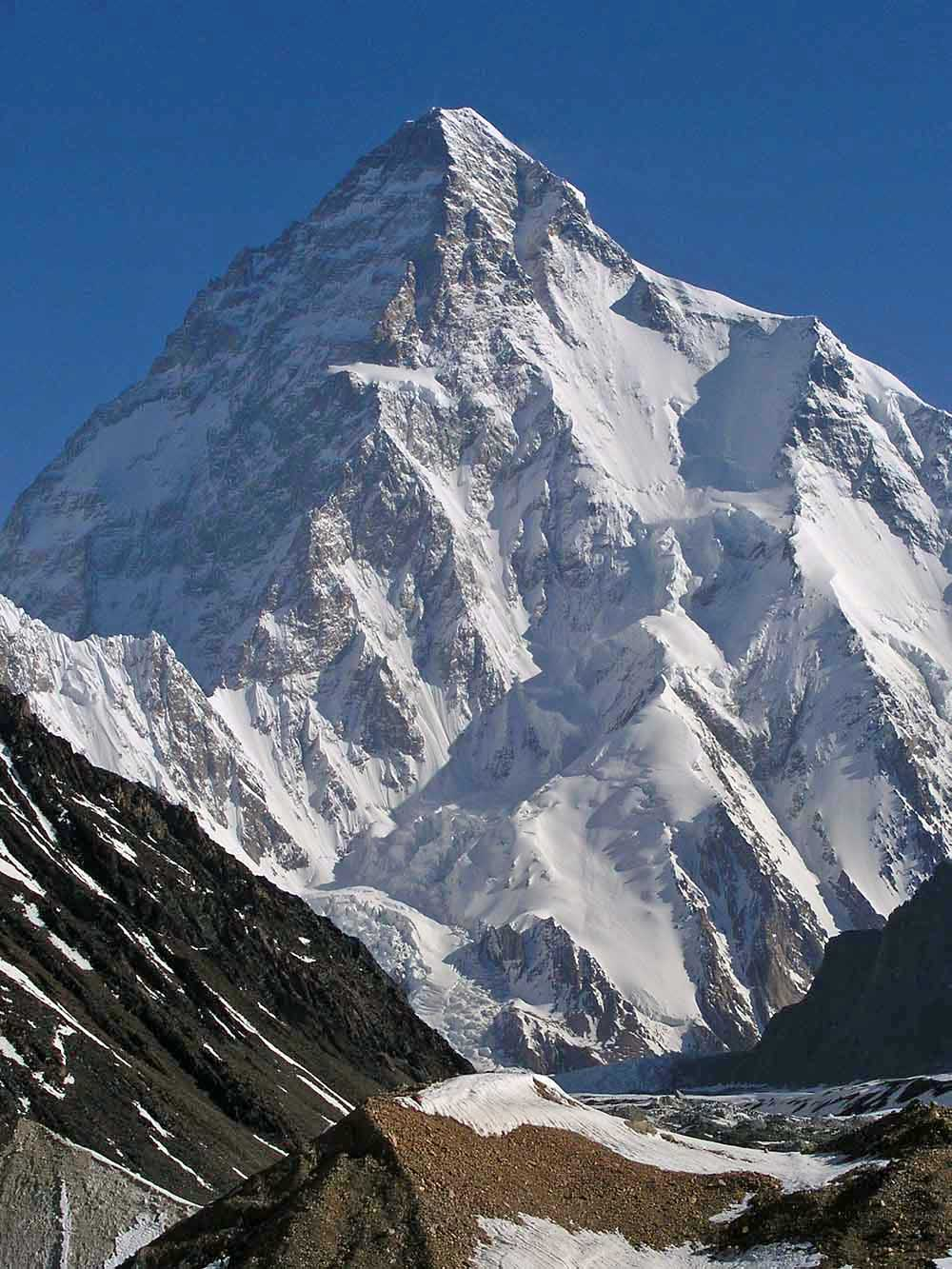
K2 (Чогорі)

У 1902 році Оскар Еккенштейн організував й очолив першу експедицію до підніжжя Чогорі (К2) (8611 м), метою якої було сходження на її вершину. Це була друга організована британцями експедиція на восьмитисячник (першу очолив Альберт Маммері на Нангапарбат (8125 м) у 1895 році). До альпіністського складу експедиції увійшли (крім Еккенштейна) австрійці Генріх Пфанль (англ. H. Pfannl) і Віктор Веслі (англ. V.Wesseley, швейцарець Жак Гіллярмо, який був не тільки кваліфікованим альпіністом, а й досвідченим військовим лікарем, двадцятидворічний англієць Гай Ноулз (англ. Guy Knowles) й Алістер Кроулі.У середині травня експедиція прибула до Скарду. 27 червня, після розвідувальних походів, експедиція в повному складі зібралася в одному з таборів біля підніжжя К2 на місці злиття льодовиків Годвін-Остен і Балторо на висоті 5290 метрів (місце назвали Конкордією на честь центральної площі Парижа, і з тих часів воно є відправною точкою для всіх експедицій, що штурмують К2 з цього боку. Цей табір повинен був служити вихідним пунктом для підйому південно-східним гребенем, що згодом отримав назву «ребро Абруццького» (класичний маршрут підйому на вершину) на честь герцога Абруццького, який першим у 1909 році зробив спробу його проходження, але з якихось причин Пфанль відкинув можливість підйому цим шляхом і вирішив штурмувати вершину північно-східним гребенем. Незабаром біля його підніжжя на висоті 5928 метрів було встановлено Табір II. Ще раніше Пфанль і Веслі досягли на лижах перевалу заввишки 6233 метри, яке відокремлює масив К2 від масиву Ск'янг-Кангрі (7544 м). Цьому перевалу вони дали назву прикордонне сідло (зараз перевал Ск'янг-Ла).

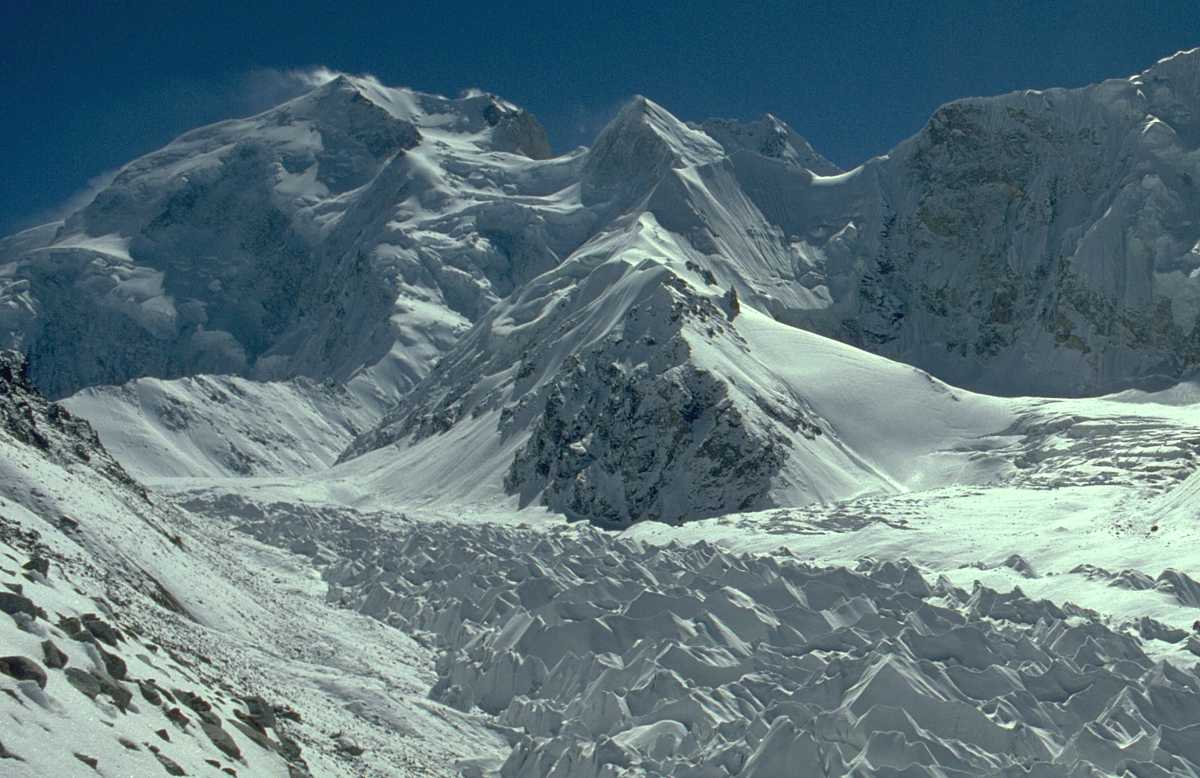
Ск'янг Кангрі

Було ухвалено рішення штурмувати К2 північно-східним гребенем через майже самостійну вершину висотою 6821 метр у південно-східному гребені. Веслі та Гіллярмо спробували вийти на цю вершину і приблизно на висоті 6600 метрів досягли її плеча, але були змушені повернутися. Пфанль і Веслі були переконані, що сходження на К2 неможливо щонайменше за обраним маршрутом, і запропонували Еккенштейну спробувати зійти на вершину Ск'янг-Кангрі (7544 м), щоб результатом роботи експедиції став хоча б один «семитисячник». Сходження на Ск'янг-Кангрі пропонувалося зробити через «прикордонне сідло». Еккенштейн із цією пропозицією не погодився. Була зроблена ще одна спроба підйому на вершину, але вона виявилася швидкоплинною — Пфанль важко захворів, у нього почався набряк легень. Після цього експедиція закінчила свою роботу і вони не досягли якихось видатних сходжень і не був визначений оптимальний шлях підйому на К2. Успіхом експедиції стало те, що вона стала другою в історії спробою сходження на «восьмтисячник», і першою, яка обійшлася без жертв.

### Боулдерінг
З ім'ям Оскара Еккенштейна часто пов'язують появу самостійної спортивної дисципліни боулдерингу (дослівно — лазіння по каменях) — одного з різновидів альпінізму. Не маючи можливості присвячувати весь свій час на великі сходження, Оскар відточував свою техніку на великих, але невисоких валунах, яких удосталь в Англії. Є також згадки, що Еккенштейн організовував проведення перших, заради інтересу, змагань з такого, екзотичного тоді виду скелелазіння.
Після чаю в шинку ми вирушили полазити на валуні Еккенштейна… Він провів роки на цьому камені, який носить тепер його ім'я. Хоча він був зовсім маленький, розміром приблизно в розвізний фургон, він, мабуть, втілював усі проблеми, з якими стикаються альпіністи… — Ерік Ньюбі
У квітні 1900 року в журналі «Sandow's Magazine» Еккенштейн у статті, присвяченій альпінізму, озвучив поради альпіністам-початківцям. Він запропонував їм починати навчання з легких прогулянок пагорбами Англії, техніку скелелазіння відточувати на невеликих каменях, щоб навчитися використовувати будь-яку частину свого тіла, знайти власний стиль. І тільки після цього йти в гори, бажано у супроводі досвідченіших наставників, щоб набути навичок ходіння льодовиками.

### Кішки Еккенштейна

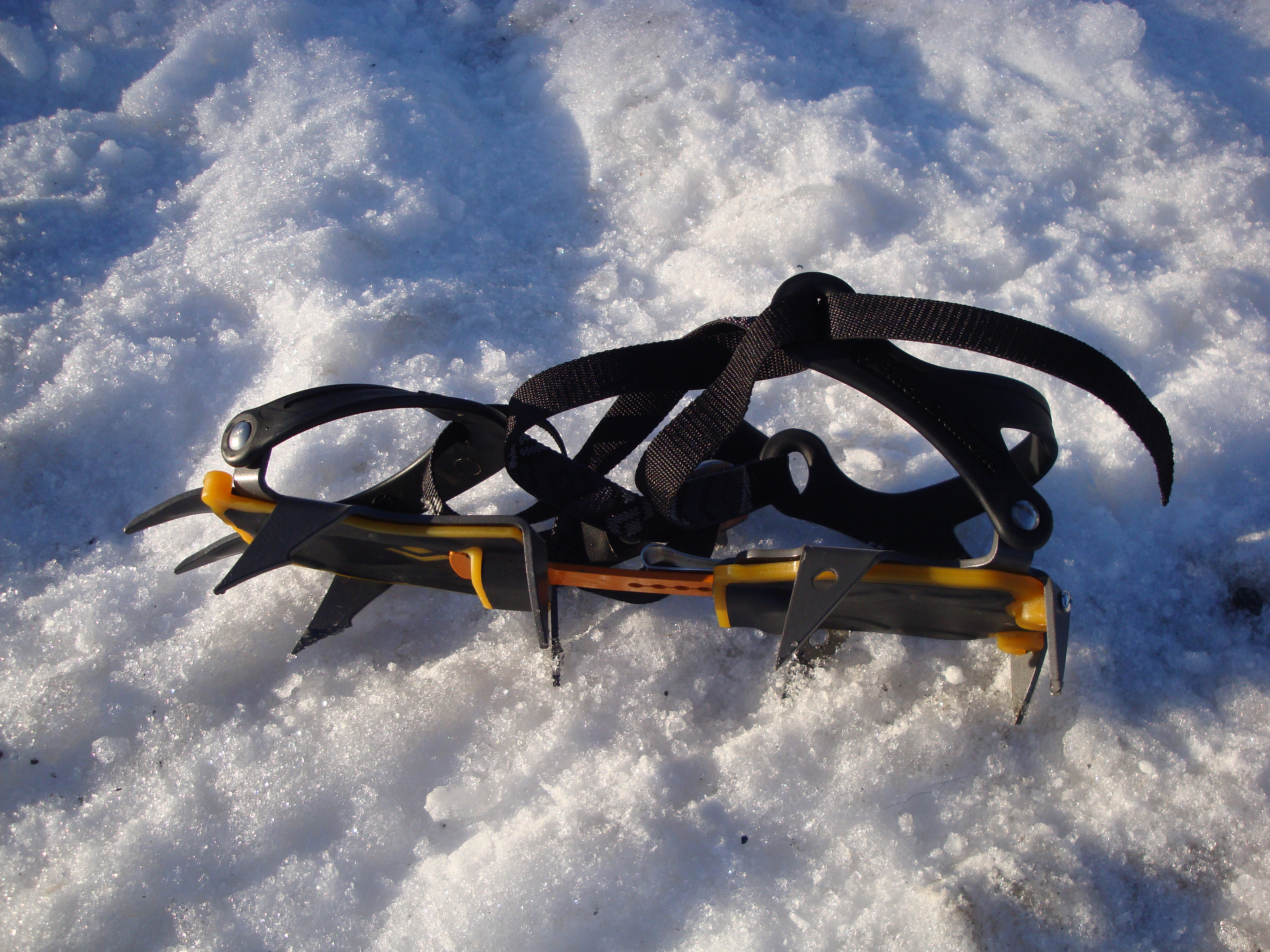
Сучасні «м'які» кішки, нащадки конструкції Еккенштейна

До початку XX століття альпіністські кішки — пристосування для збільшення протиковзання при пересуванні по снігово-льодовому рельєфу — металева рамка з чотирма (шістьма, вісьмома й іноді — десятьма зубами). Існували також їх екзотичні варіації у вигляді спеціальних пластин, якими підковувалися гірські черевики (так звані триконі).
У 1908–1909 роках Оскар Еккенштейн, проаналізувавши всі наявні на той момент варіанти кішок, запропонував свою конструкцію, яку він докладно описав у своїй роботі «Ueber Steigeisentechnik-Crampon». Для виготовлення кішок Еккенштейн звернувся до італійського коваля Генрі Гривеля (італ. Henry Grivel) з Курмайора, і з того часу кішки моделі Еккенштейна стали невіддільним атрибутом альпіністського спорядження (але частину складних скельно-льодових сходжень Еккенштейн зробив без них). У 1929 році син Генрі Гривеля Лоран удосконалив кішки, додавши до них два горизонтальні зуби.